# Lorzentobel
Lorzentobel är en dal i Schweiz.   Den ligger i kantonen Zug, i den centrala delen av landet, 90 km öster om huvudstaden Bern. Floden Lorze flyter genom dalen.